# 魯洛 (內布拉斯加州)
魯洛（英語：Rulo）是位於美國內布拉斯加州理查森縣的村。

## 人口
根據2020年美國人口普查的數據，魯洛的面積為1.63平方千米，皆為陸地。當地共有人口145人，而人口密度為每平方千米89人。